# MLAT
MLAT (англ. Multilateration, русский аналог термина: наземный многопозиционный) — технология, позволяющая определять местоположение самолётов или иных воздушных судов (ВС) без использования дополнительного к имеющемуся оборудованию на ВС.

## Принцип действия
Система основана на оценке разности времени прихода сигналов. В качестве сигналов использует ответы приёмопередатчиков режима A, C и S вторичной радиолокации RBS[прояснить], вторичной радиолокации управления воздушным движением (УВД), военных IFF[прояснить], либо АЗН-В (ADS-B) передатчиков (фактически, система АЗН-В есть подмножество сигналов режима S[прояснить] вторичной радиолокации).
MLAT использует несколько наземных станций, размещённых около аэропортов (аэродромов) или разбросанных по большой территории, что позволяет покрывать большую площадь в воздушном пространстве.
MLAT принимает ответы всех ВС, оборудованных вышеуказанными приёмопередатчиками и определяет местонахождение ВС, основываясь на временно́й разнице поступления одного и того же ответа от передатчика соответствующей системы ВС.
Станции MLAT «слушают» ответы на запросы, посылаемые вторичными РЛС, работающими по западной системе RBS или советской УВД, или станциями системы АЗН-В. Вторичные РЛС посылают запросы в направлении ВС и приёмник самолёта, получив запрос, передает кодированный «ответ», содержащий позывной ВС, высоту и дополнительную информацию в зависимости от типа приёмопередатчика. Зная угловое положение луча антенны в момент передачи сигнала, а также время, прошедшее до момента получения ответа от ВС, вычислитель РЛС определяет расстояние до ВС и его угловые координаты.
Поскольку каждое ВС находится на разном расстоянии от наземных станций MLAT, ответы ВС поступают на эти станции в разное время. Используя несложные вычисления, во многом аналогичные вычислениям в спутниковых системах (ГНСС), вычислители MLAT-систем высчитывают местоположение ВС.
Преимущества MLAT-систем перед вторичной радиолокацией — это более высокая точность оценки местоположения и более высокий темп поступления информации (система АЗН-В, например, каждую секунду должна передавать в эфир данные о ВС, даже если никто не запрашивал ВС, а период обзора вторичной РЛС обычно не меньше 4 сек) и отсутствие систематических ошибок (вызванных, чаще всего, выходом из строя или неправильной работой ГНСС-приёмников), являющихся серьёзной проблемой при работе систем АЗН-В.

## MLAT в России
С 2016 года в аэропорту Пулково испытывалась интегрированная система MLAT «Альманах» разработки НПП ЦРТС. Первое пробное использование «Альманаха» продемонстрировано в аэропорту Пулково в январе 2018 года. С марта 2018 года система введена в опытную эксплуатацию.